# Leichtathletik-Europameisterschaften 1986/Kugelstoßen der Frauen

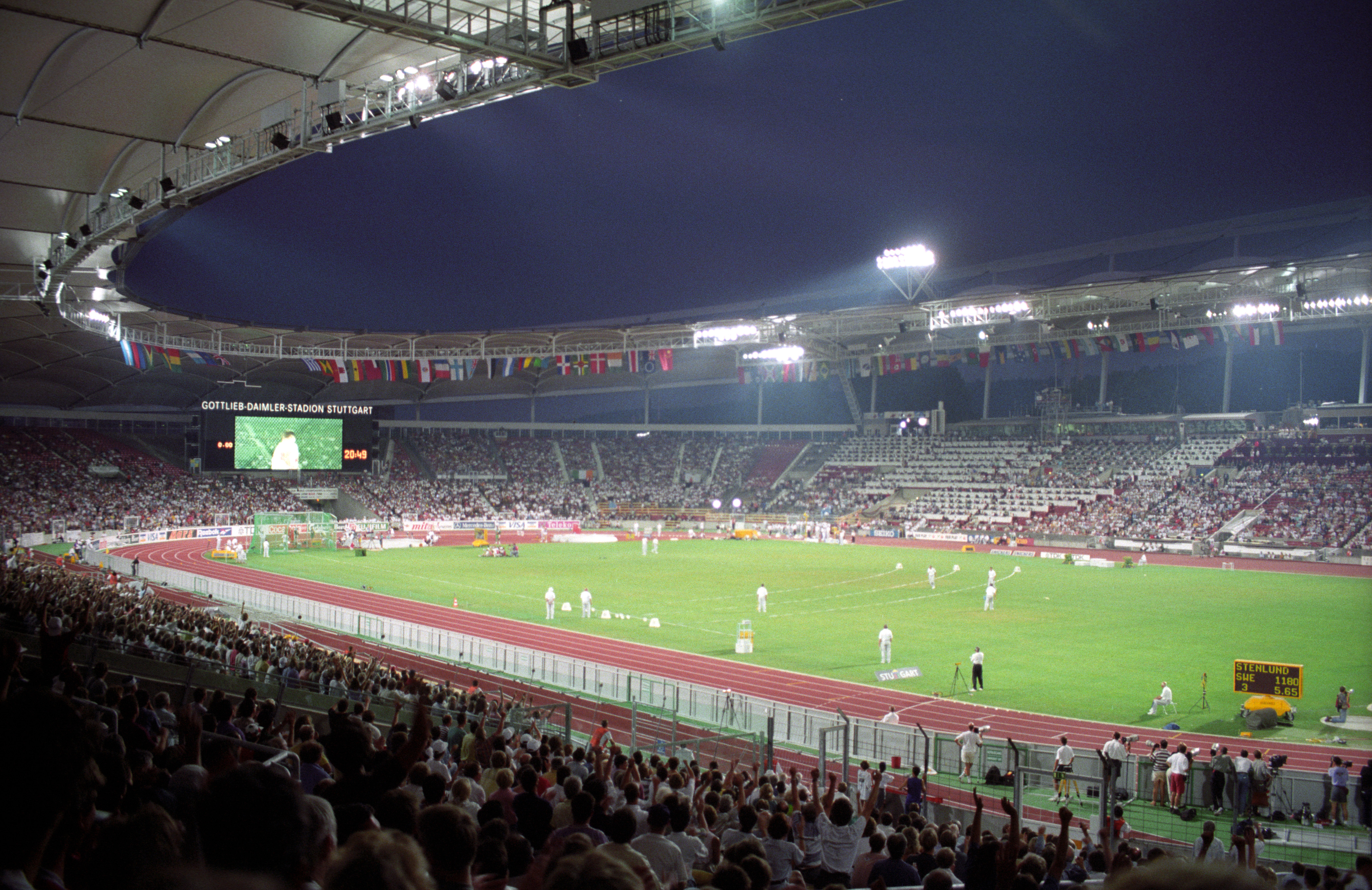
Das Stuttgarter Neckarstadion (heute MHPArena) bei den Leichtathletik-Weltmeisterschaften 1993

Das Kugelstoßen der Frauen bei den Leichtathletik-Europameisterschaften 1986 wurde am 26. August 1986 im Stuttgarter Neckarstadion ausgetragen.
In diesem Wettbewerb verzeichneten die Kugelstoßerinnen aus der DDR einen Doppelsieg, Europameisterin wurde Heidi Krieger. Silber ging an Ines Müller. Den dritten Rang belegte die sowjetische Athletin Natalja Achrimenko.

## Dopingproblematik und Geschlechterrolle
Die Siegerin dieses Wettkampfs war ohne ihr Wissen in das intensive Dopingprogramm der DDR eingebunden. Verabreicht wurden unter anderem das zu den Anabolika zählende Oral-Turinabol und auch das männliche Geschlechtshormon Testosteron. 1997 ließ Krieger eine geschlechtsangleichende Operation durchführen und lebt seitdem als Mann mit dem Namen Andreas Krieger.

## Bestehende Rekorde
| Weltrekord           | 22,53 m | Natalja Lissowskaja | Sotschi, Sowjetunion (heute Russland) | 27. Mai 1984      |
| Europarekord         | 22,53 m | Natalja Lissowskaja | Sotschi, Sowjetunion (heute Russland) | 27. Mai 1984      |
| Meisterschaftsrekord | 21,59 m | Ilona Slupianek     | EM in Athen, Griechenland             | 6. September 1982 |

Der bestehende EM-Rekord wurde bei diesen Europameisterschaften nicht erreicht. Mit ihrer Siegweite von 21,20 m blieb Europameisterin Heidi Krieger aus der DDR 39 Zentimeter unter dem Rekord. Zum Welt- und Europarekord fehlten ihr 1,33 m.

## Durchführung
Bei der geringen Zahl von siebzehn Teilnehmerinnen wurde auf eine Qualifikation verzichtet, alle Athletinnen traten gemeinsam zum Finale an.

## Finale
26. August 1986, 19:30 Uhr
| Platz | Name                | Nation           | Weite (m) |
| ----- | ------------------- | ---------------- | --------- |
| 1     | Heidi Krieger       | DDR              | 21,10     |
| 2     | Ines Müller         | DDR              | 20,81     |
| 3     | Natalja Achrimenko  | Sowjetunion      | 20,68     |
| 4     | Claudia Losch       | BR Deutschland   | 20,54     |
| 5     | Heike Hartwig       | DDR              | 20,14     |
| 6     | Nunu Abaschydse     | Sowjetunion      | 19,99     |
| 7     | Iris Plotzitzka     | BR Deutschland   | 19,26     |
| 8     | Mihaela Loghin      | Rumänien         | 19,15     |
| 9     | Natalja Lissowskaja | Sowjetunion      | 18,95     |
| 10    | Helena Fibingerová  | Tschechoslowakei | 18,48     |
| 11    | Stephanie Storp     | BR Deutschland   | 18,45     |
| 12    | Svetla Mitkova      | Bulgarien        | 18,35     |
| 13    | Sona Vašícková      | Tschechoslowakei | 17,89     |
| 14    | Judy Oakes          | Großbritannien   | 17,85     |
| 15    | Asta Hovi           | Finnland         | 17,82     |
| 16    | Ursula Stäheli      | Schweiz          | 17,08     |
| 17    | Myrtle Augee        | Großbritannien   | 16,37     |

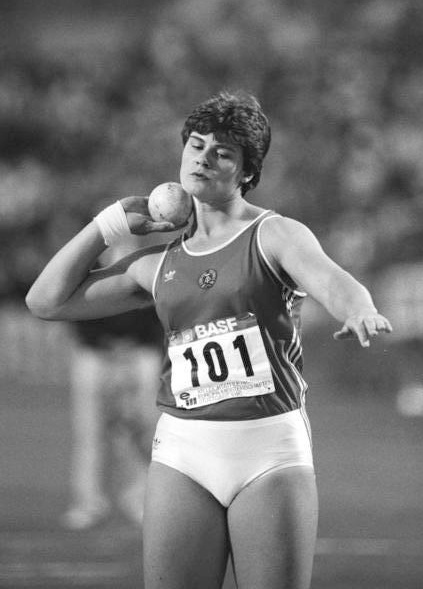
Europameisterin Heidi Krieger – seit 1997 Andreas Krieger

Die Versuchsserie der Europameisterin Heidi Krieger:

21,10 m – 19,58 m – 20,53 m – 20,70 m – 21,03 m – 20,37 m

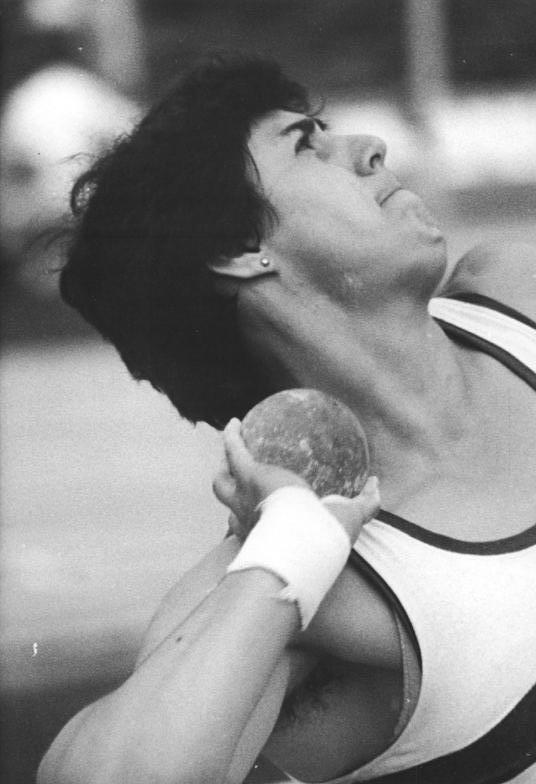
Vizeeuropameisterin Ines Müller – im Jahr darauf WM-Dritte
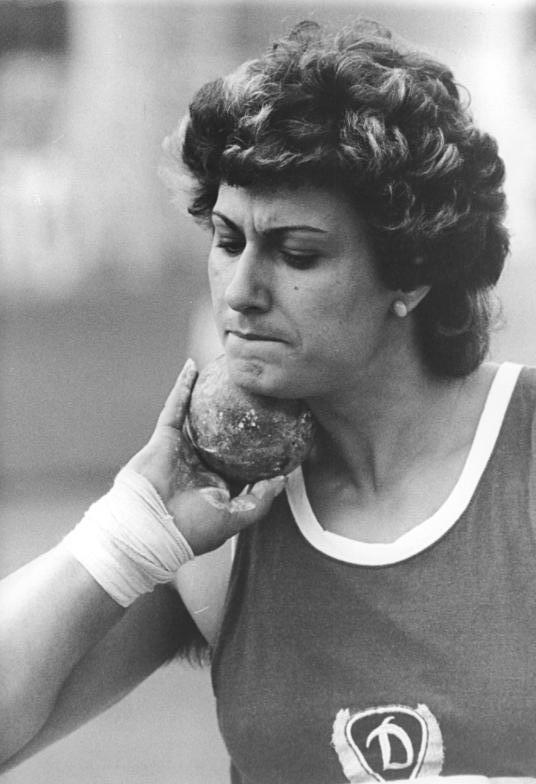
Heike Hartwig belegte Rang fünf
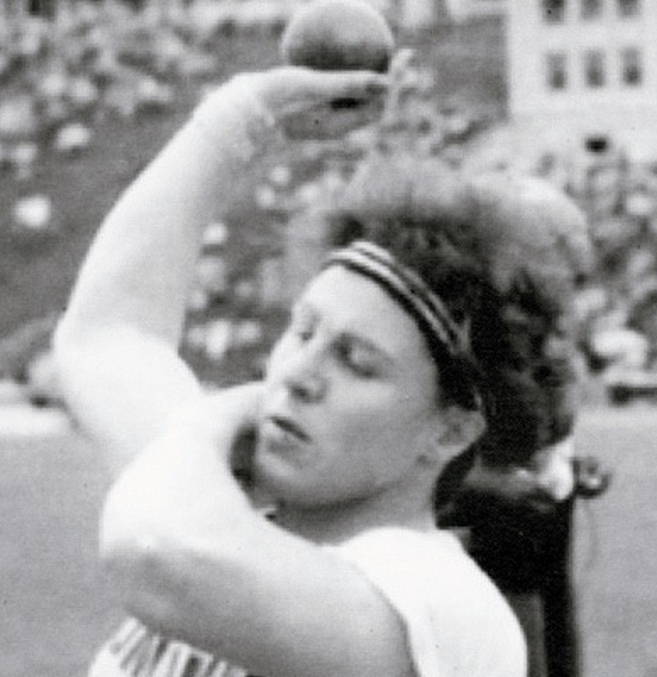
Die Olympiazweite von 1984 Mihaela Loghin wurde wie schon 1978 und 1982 Achte
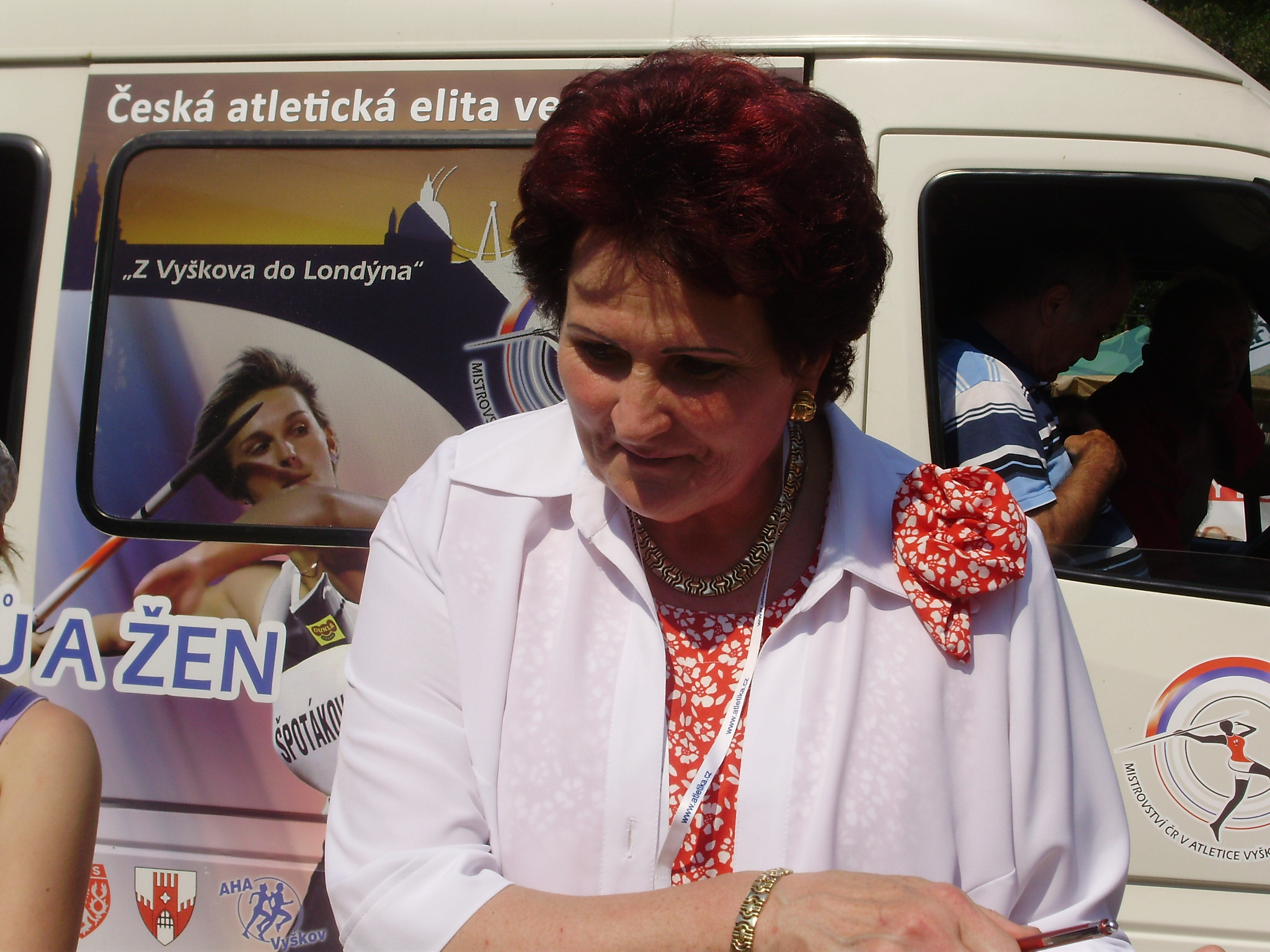
Die amtierende Weltmeisterin Helena Fibingerová (Foto: 2012) erreichte Platz zehn

## Videolinks
- 40 European Track and Field 1986 Shot Putt Women Heidi Krieger, www.youtube.com, abgerufen am 18. Dezember 2022
- 46 European Track and Field 1986 Shot Putt Women Ines Mueller, www.youtube.com, abgerufen am 18. Dezember 2022
- 44 European Track and Field 1986 Shot Put Women Claudia Losch, www.youtube.com, abgerufen am 18. Dezember 2022
- 44 European Track and Field 1986 Shot Put Women Claudia Losch, www.youtube.com, abgerufen am 18. Dezember 2022